# Croton ituzaingensis
Espèce
Croton ituzaingensis est une espèce de plantes à fleurs du genre Croton et de la famille des Euphorbiaceae présente au nord-est de l'Argentine (Corrientes).